# Nikolaj Ge
Nikolaj Nikolajevič Ge (rusky Николай Николаевич Ге; 27. února 1831 – 13. června 1894) byl ruský realistický malíř a raný symbolista, známý svými obrazy na historická a náboženská témata.

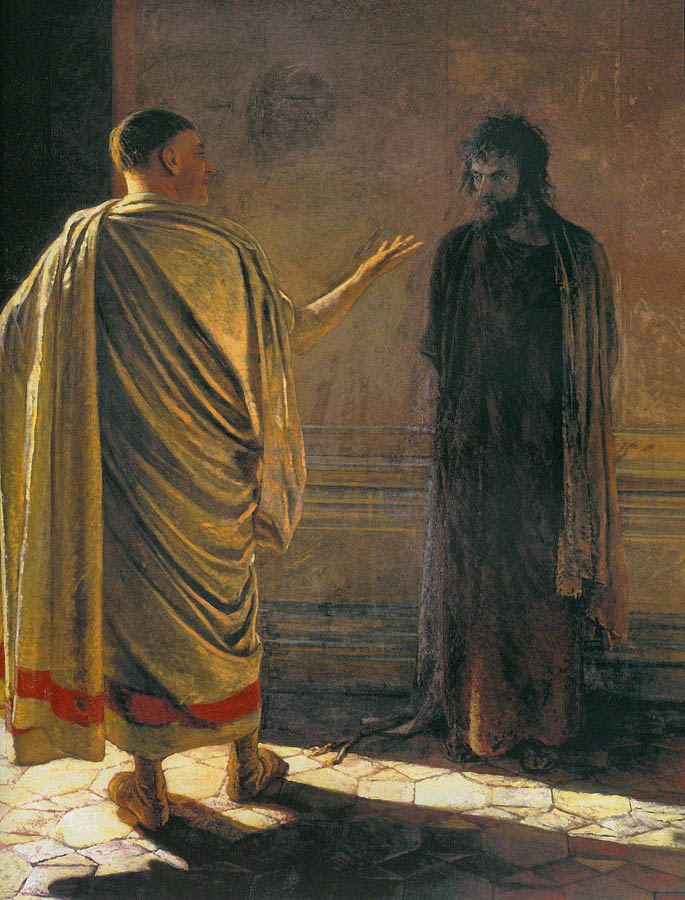
Nikolaj Ge: Co je pravda? (Kristus před Pilátem)

Pocházel z francouzské šlechtické rodiny De Gay, která se v 18. století usadila v Rusku. Původně studoval matematiku a fyziku, pak přešel na malířství, jež studoval na petrohradské umělecké akademii u Pjotra Basina. Pak cestoval po západní Evropě; zejména často pobýval v Itálii, poprvé od roku 1860. Vliv na jeho tvorbu měli také Karl Brjullov a Alexandr Andrejevič Ivanov. Roku 1863 byl po úspěchu obrazu Poslední večeře jmenován profesorem petrohradské akademie; tento obraz byl zároveň prvním významným malířským dílem, jehož hlavní postavu maloval autor podle fotografie a nikoli podle živého modelu: modelem Krista byl Alexandr Ivanovič Gercen vyfotografovaný Sergejem Levickým. Ge patřil k zakladatelům malířského hnutí Peredvižniků.